# 西太后

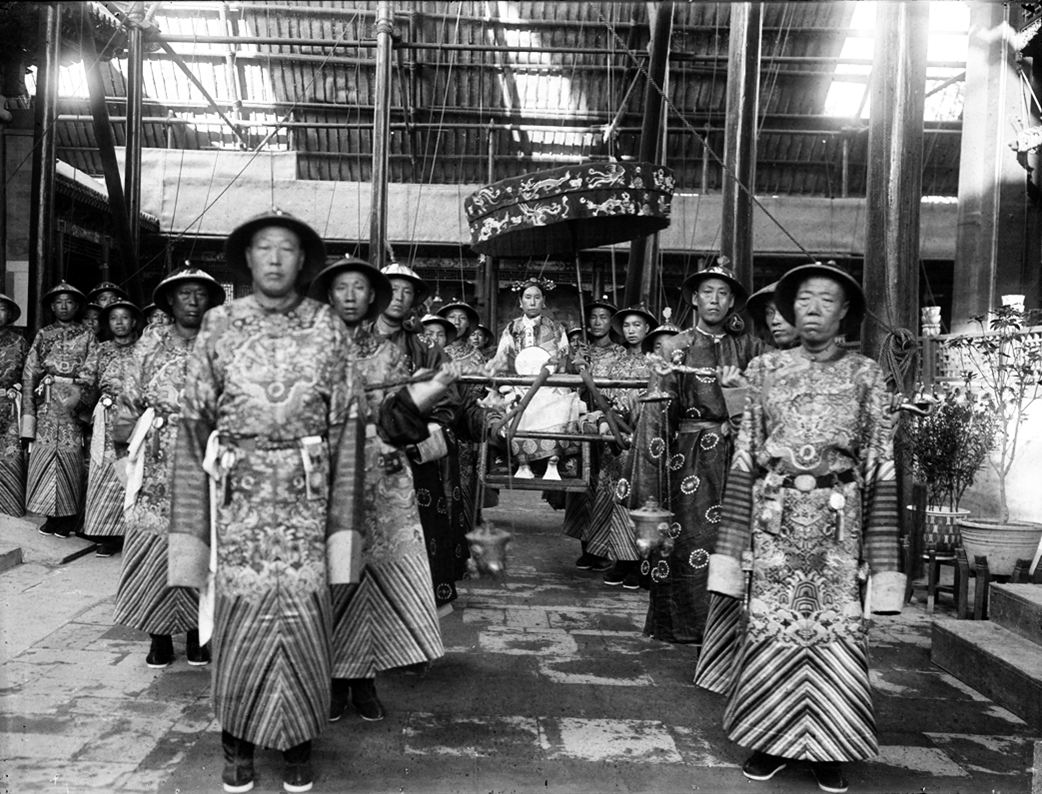
宦官に担がれた神輿に乗る西太后

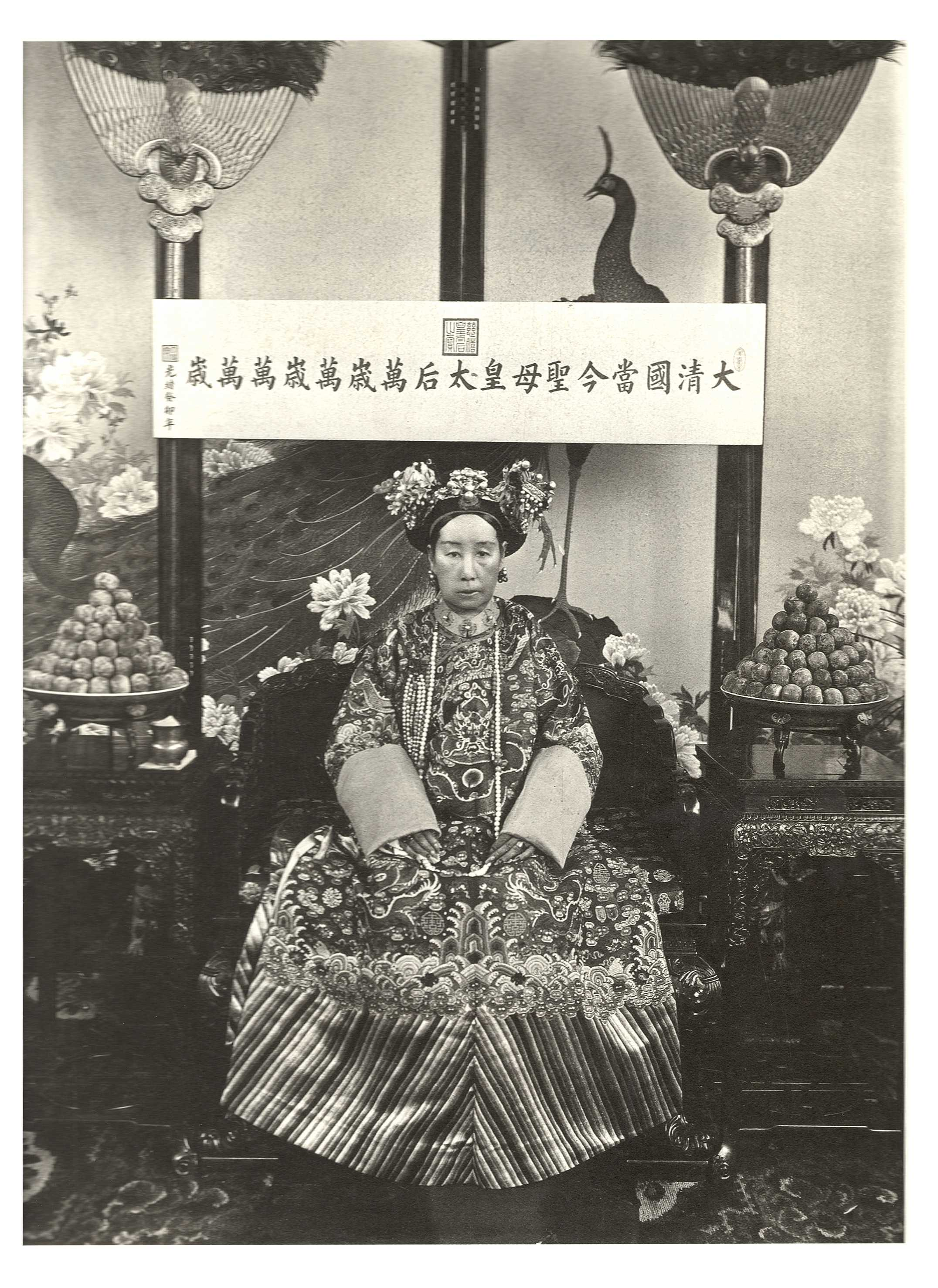
西太后と外国の婦女

西太后（せいたいこう、シータイホウ、道光15年10月10日〈1835年11月29日〉- 光緒34年10月22日〈1908年11月15日〉）は、清の咸豊帝の側妃で、同治帝の母。清末期の権力者。満州・旗人（鑲藍旗人）のイェヘナラ（Yehe nala、葉赫那拉、エホナラ）氏の出身。孝欽顕皇后（）、満洲語: ᡥᡞᠶᠣᠣᡧᡠᠩᡤᠠ
ᡤᡞᠩᡤᡠᠵᡞ
ᡞᠯᡝᡨᡠ
ᡥᡡᠸᠠᠩᡥᡝᠣ、メレンドルフ式転写: hiyoošungga gingguji iletu hūwangheo、または慈禧太后（）。老仏爺（）とも呼ばれる。
中国語では「慈禧太后（Cíxǐ Tàihòu、ツーシー・タイホウ）」ないし「那拉皇太后」、「西太后（Xī Tàihòu、シータイホウ）」。英語では「Empress Dowager（皇太后）」という呼称がよく使われる。幼名は蘭児。
紫禁城内における3人の皇太后の住む場所によって、中宮、東宮（東太后）（第2夫人・ニオフル氏。慈安皇太后、母后皇太后）、西宮（西太后）（第3夫人。慈禧皇太后、聖母皇太后）と区別して呼ばれた。徽号と合わせた諡号は孝欽慈禧端佑康頤昭豫荘誠寿恭欽献崇熙配天興聖顕皇后。

## 名称
「西太后」とはもともと咸豊帝の第2夫人であった「東太后」（慈安皇太后）と対になる名称である。皇帝との間に男子を産んだ西太后に対し、東太后は皇帝の正室となったが男子（世継ぎ）を産むことがかなわなかった。それでも儒教の論理や明の洪武帝の祖法のしきたりにより東太后は次期皇帝の嫡母となることが決められており、西太后自身は生涯において皇后になることは出来なかった。咸豊帝崩御に伴い同治帝が即位すると、皇后は皇太后として「東太后」となり、同治帝を産んだ生母も皇太后となり「西太后」と呼ばれるようになったのである。
幼名は「蘭児」で、数え18歳で後宮に入ると「蘭貴人」となり、のちに徽号を「懿」に変えた。昇進するにつれ懿貴人から懿嬪、そして男子誕生により「懿貴妃（nesuken guifei）」となった。咸豊帝崩御後は「慈禧皇太后」となったが、当時のしきたりではめでたいことや吉兆があるたびに二文字追加されるため、息子（同治帝）の結婚により「端佑」が追加され「慈禧端佑皇太后（jilan hūturi tob karmangga hūwang taiheo）」となり、同治帝の親政開始で「康頤」が加えられ、その後も吉事の度に二文字ずつ追加されて最終的な諡号は「孝欽慈禧端佑康頤昭豫荘誠寿恭欽献崇熙配天興聖顕皇后」となった。
近年西太后の弟桂祥（グイシャン）の曾孫を名乗る那根正（近年では葉赫那拉根正と名乗る）が『我所知道的慈禧皇太后』（中国書店、2007年）で西太后の本名は杏貞、隆裕太后の本名は静芬であるという説を提唱してから広まったが、那根正の語る話には矛盾が多く、信憑性には疑問が残る。
- 那根正は自分の祖父を桂祥の息子増錫（原名徳錫）であるとしているが、桂祥の息子で確認されているのは徳恒、徳祺の2人で、徳錫という人物は確認できない。[3]
- 那根正は『我所知道的末代皇后隆裕』（中国書店、2008年）で桂祥の没年について1928年としているが（63頁）、実際には桂祥は娘の隆裕太后が死去した同年の1913年12月に死去しており、史実と一致しない。『宣統年交旨档』（全国図書館文献縮微複製中心、2004年）宣統五年十一月十八日（1913年12月15日）諭旨によると、（419頁）、死去した桂祥のために清室から五千両が下賜され、長子徳恒を頭等侍衛、乾清門行走とし、次子徳祺を侍衛として用いたとある。
- 那根正は、清代の著名な詩人で葉赫那拉氏の納蘭性徳の九世孫（または納蘭性徳の近親の子孫）で、かつ西太后の弟桂祥の曽孫を自称している。納蘭性徳は最後の葉赫部領主金台石の曽孫で、金台石の子孫は正黄旗に編入された。一方西太后の一族は同じ葉赫那拉氏であっても鑲藍旗に編入され、西太后の時代に抬旗されて鑲黄旗に移っている。西太后の祖先喀山はヌルハチが葉赫部を滅ぼす以前にヌルハチに服属しており、葉赫部領主金台石の子孫ではなく、納蘭性徳の系統とは全く別の系統に属する。そのため那根正が主張する、那蘭性徳の九世孫で、かつ西太后の弟桂祥の曽孫というのは成り立たない。

以上のような理由で、中国の研究者の間では、那根正の出自に対しても疑問が呈せられている。

## 生涯

### 后への選抜と皇子出産
西太后の出生地は不明で、安徽省蕪湖説、内モンゴルのフフホト説、山西省長治説など諸説があるが、近年の学界では北京出生説が有力とされる。西太后の父親だった恵徴は、清朝の中堅官僚で、最終官職は安徽寧池太広道の「道員」だった。恵徴は1853年、安徽省の赴任先で太平天国の乱に巻き込まれ、その心労により同年六月三日（7月8日）に鎮江で病死した。
1851年、数え17歳のとき、3年ごとに紫禁城で行われる后妃選定面接試験「選秀女」を受けて合格。翌年の五月九日（6月26日）、18歳で咸豊帝の後宮に入って「蘭貴人」となった。後に「蘭」から「懿」に徽号を変えており、貴人から懿嬪に進んだ。ちなみに皇后はニオフル氏（のちの東太后）であった。1856年、咸豊帝の長男（愛新覚羅載淳。咸豊帝の唯一の長く生きた男子）を生み、その功績により、懿貴妃に昇進した。

### 政権掌握
アロー戦争により熱河に逃れた咸豊帝は1861年に崩御した。咸豊帝死後の政治の実権をめぐり、載淳の生母である懿貴妃と咸豊帝の遺命を受け載淳の後見となった8人の「顧命大臣」載垣、端華、粛順らは激しく争った。
懿貴妃は皇后ニオフル氏と咸豊帝の弟で当時北京で外国との折衝にあたっていた恭親王奕訢を味方に引き入れた。そして咸豊帝の棺を熱河から北京へ運ぶ途上でクーデターを起こし、載垣、端華、粛順らを処刑（辛酉政変：1861年）し権力を手にした。
北京へ帰還した後、載淳は同治帝として即位し、皇后鈕祜禄氏は慈安皇太后、懿貴妃は慈禧皇太后となったが、慈安太后は紫禁城の東の宮殿群・東六所の鐘粋宮に住んだため東太后、慈禧太后は西の宮殿群・西六所の儲秀宮に住んだため西太后と呼ばれた。当初は東太后と西太后が同治帝の後見として垂簾聴政（すいれんちょうせい）を行い、恭親王が議政王大臣として政治を補佐するという三頭政治であったが、東太后は政治に関心がなく、実質的には西太后と恭親王の二頭政治であった。
1874年同治帝は大婚を機に親政を行おうとしたが若くして崩御した。この時代にも、西太后はそりの合わない皇后（嘉順皇后、後に幽閉し殺害）と皇帝の仲を無理に引き裂く等、依然として権力をふるっていた。
同治帝の死因は天然痘、梅毒のいずれか解明されていないが、天橋の売春宿へ通うようになり、そこで感染したという説がある。現代中国では天然痘か梅毒か、学者の間でも意見が分かれているが、日本では天然痘によるものであるとされている。
同治帝は子供を残さずに死去したため、後継問題が持ち上がった。通常、皇位継承は同世代間では行わないことになっている。しかし、自身の権力低下を恐れた西太后は、その通例を破り、他の皇帝候補者よりも血縁の近い妹の子（父は醇親王奕譞）載湉（さいてん）を光緒帝として即位させた。そして垂簾聴政を行い、権力の中枢に居座り続けた。
1875-1879年､連年の天候不順により丁戌奇荒と呼ばれる大飢饉が発生したが、再び権力を握った西太后は何の救済も実施せず、富裕な民間人が私財を投げ打つ私的な飢民救済が各地で行われた程だった。そして中央政府の怠慢は、1000万人以上の餓死者を出す清朝史上最悪の飢饉を引き起こすことになった。
1881年、45歳の東太后が突然死去した。公式発表は病死であった。民間はもとより清朝高官にも突然の急死に懐疑的な意見を表した者は多かったが、病案が隠匿された為に死因は未だ謎である。また1884年には、清仏戦争敗北の事後処理において、開戦に危惧を表明していた宗室の実力者恭親王奕訢へ責任を負わせ、失脚させた。
東太后の死去と恭親王の失脚により、西太后は清朝において絶対的な地位を確立。
1887年に光緒帝が成年し、光緒帝が自ら政治を行うことになったが、その際も西太后は「3年間の訓政」という形で政治の後見を行うことを条件にし、1888年には自身の姪を光緒帝の皇后（のちの隆裕皇太后）に推挙している。

### 日清戦争以後
同治、光緒両帝の在位期間、西太后は宮廷内において権力を掌握。表の政治においては、恭親王奕訢と近く、洋務運動と呼ばれる西欧化政策を推進する曽国藩・李鴻章・左宗棠・張之洞ら洋務派官僚が重責を担った。洋務運動が一定の成果を上げていた期間は同治中興と呼ばれる。
しかし、洋務運動は経済活動とリンクさせずに朝廷の事業としてのみ実施された例が多く、持続的な発展を欠いた。そして1895年の日清戦争の敗北により挫折が明白となる。
清朝の敗北は、西太后が行っていた頤和園の再建と拡張に伴う莫大な浪費（日清戦争の総費用の約3倍にも上る）のために北洋艦隊の予算を大幅に削ったこと、海軍衙門の予算を内務府へ数百万両も流用したこと、西太后の大寿（60歳）を祝う祭典で多額の出費（日清戦争の総費用の2倍以上）をさせたこと等を背景に、北洋艦隊・海軍衙門の予算が不足し、艦船の操練が遅れ、設備の更新等も行われなかったことが主要因とされている。
日清戦争の敗戦と光緒帝の実質的な親政開始に伴い西太后は政治から身を引くことを表明したが、朝廷への上奏のうち重要印があるものは全て西太后の元へも回され、光緒帝の発言や動向を宦官に報告させ、重要施策についての懿旨を単独で出すなど依然として権力を持っていた。1896年には西太后の寵愛する寇連材という宦官が、政権の返還・光緒帝の親政を見守る事・円明園の修改築凍結・海軍経費の頤和園への流用即時停止などを意見したが、西太后はこれを刑部へ送って処刑している。

### 変法自強運動と戊戌の政変
日清戦争敗北後の光緒21年（1895年）、技術的な改革にすぎない洋務運動と一線を画し、体制的な改革を推進する変法運動が起きた。変法派に共感する光緒帝は、明治維新に倣って政治・行政制度の改革を目指した康有為・梁啓超らを登用して、1898年に体制の抜本改革を宣言した。これを戊戌の変法（別名戊戌維新、変法自強運動、百日維新）という。
多くの官僚・士大夫は康有為の孔子改制説などに賛同せず、馮桂芬や張之洞のより穏健な改革論を支持した。変法運動は支持基盤があまりなく、広い支持を得ることはできなかった。もともと張之洞と康有為は西洋文明の精神は中国古典のなかに示されているという附会論者であり、「中学は体であり、西学は用である」という中体西用論をとっており、康有為の思想は洋務派の思想と大差はなかった。だが、康有為の孔子改制論や孔教国教化運動は当時の知識人からは「異端邪説」と見られ、守旧派や穏健改革派のみならず光緒帝の側近である帝党派大官の翁同龢、孫家鼐や変法派内部からも反発を受ける結果となった。
西太后は再々度の訓政とクーデターを企図すると、側近の栄禄を直隷総督兼北洋大臣に任命して首都近郊の軍と北洋軍を統括させた。光緒帝側もこれに対抗して改革に好意的な袁世凱を候補侍郎に抜擢して新建陸軍の練兵事務に当たらせた。西太后派と変法派の緊張が高まるなかで、変法派はクーデター実行を担う軍権を握る栄禄を殺害して西太后のいる頤和園を軍隊で包囲する計画を立て、譚嗣同は袁世凱を訪ね計画に参加するように持ち掛けた。袁世凱は栄禄と面会した際、変法派の頤和園包囲計画が既に露見していると思い、保身のため栄禄に変法派の計画の詳細を密告した。西太后は宮中に乗り込みクーデターにより再々度政権を奪い変法派の主要メンバーを処刑、さらに光緒帝を拘束して中南海の瀛台（エイダイ）に幽閉し、三度目の垂簾聴政を開始した（戊戌の政変）。この結果、康有為や梁啓超といったリーダー格は日本へ亡命したが、康有為の弟や譚嗣同を含む6人が処刑された。彼らを「戊戌六君子」という。わずか3か月あまりで西太后は権力の座に返り咲いたことになる。
西太后は権力の座に返り咲くと、光緒帝を廃立すべく、端郡王載漪（さいい）の子溥儁（ふしゅん）を大阿哥に擁立した（己亥の建儲）。ただ光緒帝の廃立は諸外国の反対により実行できず、西太后の意のままにはならなかった。清朝内部においては並ぶものなき権力者でありながらも、列強国には譲歩せねばならないことが多く、彼女は憤懣を蓄積させていった。これが後の義和団支持へとつながっていくことになる。
戊戌変法の間、日本の前首相・伊藤博文が中国を訪問していた。当時、在華宣教師・李提摩太（ティモシー・リチャード）は、伊藤を清の顧問にして権限を与えるように変法派リーダーの康有為にアドバイスしていた。そこで、伊藤が到着後、変法派の官吏は彼を重用するよう上奏した。西太后は9月19日（旧暦八月四日）に頤和園から紫禁城に入り、光緒帝が伊藤をどう思っているかを問い質そうとした。
伊藤は李提摩太と共に「中、米、英、日の“合邦”」を康有為に提案すると、それを受け変法派官吏の楊深秀は9月20日（八月五日）に光緒皇帝へ上奏、「臣は請う：我が皇帝が早く大計を決め、英米日の三カ国と固く結びつき、合邦(連合)という名の醜状を嫌う勿かれ」。もう一人の変法派官吏の宋伯魯も9月21日（八月六日）に次のように上奏した。「李提摩太が来訪の目的は、中、日、米および英と連合することにあり。時代の情勢を良く知り、各国の歴史に詳しい人材を百人ずつ選び、四カ国の軍政税務の規則や外交関係を処理させる。また、一部の兵を訓練し、外国の侵犯に抵抗する。……皇帝に速やかに外務に通じ著名な重臣を選抜するよう請う。例えば、大学士・李鴻章をして李提摩太と伊藤博文に面会させ、方法を相談し講じさす」。。西太后は9月19日（八月四日）に紫禁城へ戻り20-21日に報告を受けると、クーデターに因って光緒帝を幽閉し変法自強運動派を粛清した。

### 義和団の乱とその後
1900年に迷信的、復古主義の新興宗教団体義和団に因る義和団の乱が発生。義和団は西太后時代に続いた飢饉に因って発生した流民や列強国へ割譲された経済特権に因り商業的な打撃を被った貧民平民が多かったが、義和団は特に「扶清滅洋」を標語に掲げ、当初国内にいる外国人やキリスト教徒を次々と襲い、近代インフラである鉄道や電線、街灯等を破壊した。清朝内には義和団を支持し、この機会に一気に諸外国の干渉を排除しようとする主戦派と、義和団を暴徒と見做し、外国との衝突を避ける為討伐すべきという和平派が激しく対立した。義和団は勢力が拡大するに連れ過激な行動を繰り返すようになるが、清朝内部では方針が定まらず野放しとなった。ついにはドイツ公使や日本公使館員が殺害されるという事態になり、諸外国は居留民保護のため連合軍を派遣。
6月21日の朝議は宥和派が多かったが、西太后は「中国の積弱はすでに極まり。恃むところはただ人心のみ」と述べ、諸外国へ宣戦布告した上、この決定を諌めた和平派の政府高官複数を処刑した。しかし、八ヶ国連合軍が北京へ迫ると、西太后は側近を伴い北京から逃亡、西安まで落ち延びた。この際、光緒帝が寵愛していた珍妃を紫禁城内の井戸へ投げ捨てる旨の殺害を命じた。
義和団の乱の処理を命じられた李鴻章と慶親王奕劻は、諸外国に多額の賠償金と北京への外国軍隊駐留を認める代わりに、清朝の責任は事件の直接首謀者のみの処罰ですませ、西太后の責任が追及されないようにした。そのため西太后は1902年に北京に帰還し、これまで通り政治の実権を握り続けることができた。
義和団の乱終結以後、遅まきながら民衆・知識人の間に起こる政治改革機運の高まりを察知した西太后は、かつて自らが失敗させた戊戌変法を基本に、諸所の配慮（中央に於ける立法権の未付与、責任内閣制の阻止）を加えた、いわゆる「光緒新政」を開始した。1905年には5人の大臣を日本と欧米に派遣し政治制度を視察させたが、五大臣の奏摺した「中央の上級官吏を政務にも参与させ議院の基礎とする旨、また地方の名望家を政務に参与させ地方自治の基礎とする旨、責任内閣制の準備及び冗官整理を含めた新官制、併せて立憲の準備とする旨」を無視、1906年に官制の変更のみを裁可(巡撫等との冗官の廃止統合と既に実施されていた地方官制の追認)し9年後の立憲制への移行を取り敢えず宣言する「預備立憲」上諭を下した。
1908年光緒帝が死亡した翌日、西太后も72歳で死んだ。西太后は死ぬ前に溥儀を宣統帝として擁立し、実務経験の乏しい溥儀の父醇親王を摂政王に任命して政治の実権を委ねた。しかし、西太后期の長きに渡って積み重なった積弊に因り死後3年で清朝は辛亥革命によって倒されてしまう。

## 光緒帝毒殺
2003年から2008年に掛けて行われた法医学者などによる光緒帝の遺体の科学分析の結果、遺体の遺骨,遺髪,吐瀉物から経口致死量を上回る残留砒素（推定投与量ではなく残留砒素が致死量を超過）が検出され、国家清史委員会は光緒帝が毒殺されたと結論づけた。
光緒帝のカルテ（病案）は1000件を超えているが、時期の解る記録のうち1898年9月の戊戌政変以前は76件で、900件前後は瀛台幽閉以後に集中している。また、光緒帝崩御前年の1907年7-8月、新御医に力釣が就き一人で診ていた期間と殺害される直前に屈桂庭が治療に能った1908年10月は、幽閉されていた10年間の中で唯一快方していた記録が見られるが、9月以降に他の御医が光緒帝へ関わり始めると容態は元へ戻り力釣も数ヶ月で罷免となり、屈桂庭も光緒帝が殺害される2日前に病状と無関係な急性中毒で倒れると難を恐れて逃亡している。
光緒帝は若くして突然不審死（倒れてから死亡まで短時間で治療した形跡が無い）したにも拘らず、西太后は太医を何等処罰してない、これは頻繁に処刑を行った西太后の行動としては極めて異例である。誰が光緒帝を殺害したかについては議論がある。西太后に因り厳重に幽閉された皇帝の殺害であり、通説では西太后殺害説が最有力である。
中国第一歴史档案館編研部主任の李国栄によると、西太后殺害説、袁世凱殺害説、李連英殺害説の3つがあるという。
西太后犯人説をとる『崇陵伝信録』では、西太后の病が重いと聞いて光緒帝が喜んだとの密告を受けた西太后が、激怒して自分よりも長生きしないように毒殺したとしている。また『啓功口述歴史』では、金石学者啓功の曾祖父で雍正帝から6代目の子孫である当時の礼部尚書の溥良から「楽寿堂（西太后の居所）から出て来た太監に何をしているか問い質した処「老仏爺（西太后）が賜わる光緒帝の為の塌喇（ヨーグルトのような乳製品）を配ります」と聞き、届けられた後に間も無くして崩御した」と聞いたという。『慈禧大伝』の作者徐徹は、慶親王奕劻・隆裕皇后・李連英・袁世凱を疑う説もあるが、西太后の命令や黙認が無ければ、どうして警戒の厳重な宮中で族滅の危険を冒してまで皇帝である光緒帝の毒殺という大逆行為に及べようか、首謀者は西太后以外に居ないとする。
李連英犯人説をとる徳齢の『瀛台泣血記』では西太后の威を借りて横暴を極めた宦官の李連英が報復を受けることを恐れて毒殺したとしているが、徳齢は西太后の寵臣である。
袁世凱犯人説をとる溥儀の『わが半生』では、戊戌政変で光緒帝を裏切った袁世凱が光緒帝が復権して報復を受けることを恐れて毒殺したとしているが、溥儀にとって西太后は自らを皇帝に就けた恩人である、又研究者に一致した見解として袁世凱が宮中で犯行を行う事は不可能に近い。
上に挙げた説には、いずれも決定的な証拠が無いため、犯人は特定されておらず、真相は不明のままである。

## 族譜

### 父祖
- 曾祖父・吉朗阿：戸部員外郎[23]
  - 祖父・景瑞：刑部郎中[23]
    - 父・恵徴：安徽徽寧池太廣道[注釈 14][23]

### 母祖
- 曾祖母・アイシンギョロ氏[23]
- 祖母・瓜爾佳グヮルギャ氏[23]
- 母・佟佳トゥンギャ氏[24]

### 兄弟姉妹
- 兄・照祥[24]
- 弟・桂祥[24]
- 妹・蓉児幼名[24]
  - 子・載湉 (徳宗光緒帝)[25][24]

### 家庭
- 夫・奕詝：文宗咸豊帝。
  - 子・載淳：穆宗同治帝。嗣子なし。
  - 継子・載湉 (徳宗光緒帝)：慈禧の甥 (実妹の子)。

## 西太后に関する俗説
西太后については、民間に多くの逸話が伝えられている。これらは、エドマンド・トリローニー・バックハウス(Edmund Trelawny Backhouse)がジョン・ブランド(John Otway Percy Bland)との共著で出した『西太后治下の中国』によって、広く知られることとなった。例を以下に挙げる。
- 西太后は、下級官吏の貧しい家に生まれ育った。
- 最初、円明園の宮女となったが、たまたま通りかかった咸豊帝に声と容姿が美しいことから認められ妃に昇格した。
- いわゆる『葉赫那拉の呪い』の伝説のせいで皇后になれなかった。
- ライバルの麗妃の手足を切断して甕の中で飼った。

上に挙げた例は根拠のない流説であることが判明しており、麗妃の手足を切断して壷人としたエピソードは完全なフィクションであるにもかかわらず、映画『西太后』でも取り上げられた。
後になって、エドマンド・トリローニー・バックハウスはイギリスの特殊工作員であったことが判明している。そして、これらの流説や俗説を事実として伝え、イギリスが辛亥革命を後押しするきっかけを作ったと考えられている。加藤徹も、『西太后』（中公新書、2005年）でふれている。

## 宮中の西太后
西太后は権力欲が強くて嫉妬深く、かつてのライバルであった咸豊帝の側室が産んだ子は全て早くに死亡している。
前述の麗妃は咸豊帝の唯一の娘栄安固倫公主を生んだが公主は19才で若くして死亡した。当人は咸豊帝の没後も後宮で余命を保ち、死後清東陵にある咸豊帝の定陵の妃園寝（菩陀峪定東陵と言われる側室達の墓）に葬られている。
なお栄安固倫公主は咸豊帝の唯一の娘として、東太后にかわいがられ、妃の所生の娘であるが皇后の娘に与えられる固倫公主を授けられている。また、西太后は恭親王奕訢の娘を人質として養女とし宮中で育て栄寿固倫公主とした。

## 西太后を題材にした諸作品

### 小説
- 『蒼穹の昴』浅田次郎著 講談社（1996/4） のち文庫
- 『中原の虹』浅田次郎著 講談社（2006/11） のち文庫
- 『Empress Orchid』 Anchee Min著 Bloomsbury Publishing PLC (2005)
- 『西太后』全11巻 高陽著 鈴木隆康,永沢道雄訳. 朝日ソノラマ, 1994-95

### 戯曲
- 『天壇の西太后』中村哲郎作. 沖積舎, 1989.10.

### 映画
- 『慈禧西太后』（1940年、演：譚蘭卿）
- 『西太后與珍妃』（1964年、演：李湄）
- 『西太后』（原題：火焼圓明園、垂簾聴政、1984年、演：劉暁慶）
  - 『続・西太后』（原題：一代妖后、1989年、演：劉暁慶）
- 『真説 西太后』（原題：両宮皇太后、1987年、演：方舒）
- 『李蓮英 清朝最後の宦官』（原題：大太監李蓮英、1990年、演：劉暁慶）
- 『ラストエンプレス 西太后（中国語版）』（原題：慈禧秘密生活、1994年、演：チンミー・ヤウ）

### ドラマ
- 『西太后の紫禁城』（原題：日落紫禁城、1998年、演：斯琴高娃）
- 『蒼穹の昴』（中国題：苍穹之昴、2010年、演：田中裕子）

### 舞台
- 『西太后』（孫徳民：作、菱沼杉晃：訳、石川耕士：脚本、市川猿之助（3代目）:演出、主演：藤間紫）